# فالي سبرينغز
فالي سبرينغز (داكوتا الجنوبية) (بالإنجليزية: Valley Springs, South Dakota)‏ هي مدينة تقع في الولايات المتحدة في مقاطعة مينيهاها، داكوتا الجنوبية. يقدر عدد سكانها بـ 759 نسمة ومساحتها 2.12 كم2 وترتفع عن سطح البحر 428 متر.

## التركيبة السكانية
قام مكتب تعداد الولايات المتحدة بتحديد بيانات التركيبة السكانية لفالي سبرينغزفي تعداد الولايات المتحدة. في ما يلي، التركيبة السكانية حسب تعدادي 2000 و2010.

### تعداد عام 2000
بلغ عدد سكان فالي سبرينغز 792 نسمة بحسب تعداد عام 2000، وبلغ عدد الأسر 292 أسرة وعدد العائلات 212 عائلة مقيمة في المدينة. في حين سجلت الكثافة السكانية 975.8 نسمة لكل ميل مربع (376.8/كم2). وبلغ عدد الوحدات السكنية 299 وحدة بمتوسط كثافة قدره 368.4 نسمة لكل ميل مربع (142.2/كم2).
وتوزع التركيب العرقي للمدينة بنسبة 98.48% من البيض و 0.25% من الأمريكيين الأصليين و 0.38% من الأمريكيين ذوي الأصول الآسيوية و 0.25% من عرقين مختلطين أو أكثر.
بلغ عدد الأسر 292 أسرة كانت نسبة 38.4% منها لديها أطفال تحت سن الثامنة عشر تعيش معهم، وبلغت نسبة الأزواج القاطنين مع بعضهم البعض 58.9% من أصل المجموع الكلي للأسر، ونسبة 9.6% من الأسر كان لديها معيلات من الإناث دون وجود شريك، وكانت نسبة 27.1% من غير العائلات. تألفت نسبة 21.6% من أصل جميع الأسر من أفراد ونسبة 9.9% كانوا يعيش معهم شخص وحيد يبلغ من العمر 65 عاماً فما فوق. وبلغ متوسط حجم الأسرة المعيشية 3.17، أما متوسط حجم العائلات فبلغ 2.71.
بلغ العمر الوسطي للسكان 32 عاماً. وكانت نسبة 29.8% من القاطنين تحت سن الثامنة عشر، وكانت نسبة 9.3% بين الثامنة عشر والأربعة وعشرون عاماً، ونسبة 32.4% كانت واقعةً في الفئة العمرية ما بين الخامسة والعشرون حتى والأربعة وأربعون عاماً، ونسبة 19.7% كانت ما بين الخامسة والأربعون حتى الرابعة والستون، ونسبة 8.7% كانت ضمن فئة الخامسة والستون عاماً فما فوق. يوجد لكل 100 أنثى 95.1 ذكر، ويوجد لكل 100 أنثى في الثامنة عشر من عمرها فما فوق 101.4 ذكر.
بلغ متوسط دخل الأسرة في المدينة 45,089 دولار، أما متوسط دخل العائلة فبلغ 49,167 دولار. وكان متوسط دخل الذكور 28,839 دولار مقابل 21,000 دولار للإناث. وسجل دخل الفرد الخاص بالمدينة 16,507 دولار. وكانت نسبة 4.3% من العائلات ونسبة 7.0% من السكان تحت خط الفقر، وكان من هؤلاء نسبة 9.2% تحت سن الثامنة عشر ونسبة 4.2% في الخامسة والستين من العمر وما فوق.

### تعداد عام 2010
بلغ عدد سكان فالي سبرينغز 759 نسمة بحسب تعداد عام 2010، وبلغ عدد الأسر 306 أسرة وعدد العائلات 202 عائلة مقيمة في المدينة. في حين سجلت الكثافة السكانية 925.6 نسمة لكل ميل مربع (357.4/كم2). وبلغ عدد الوحدات السكنية 327 وحدة بمتوسط كثافة قدره 398.8 لكل ميل مربع (154.0/كم2).
وتوزع التركيب العرقي للمدينة بنسبة 95.9% من البيض و 0.7% من الأمريكيين الأصليين و 0.1% من الأمريكيين ذوي الأصول الآسيوية و 0.5% من الأمريكيين الأفارقة و 2.0% من عرقين مختلطين أو أكثر.
بلغ عدد الأسر 306 أسرة كانت نسبة 36.9% منها لديها أطفال تحت سن الثامنة عشر تعيش معهم، وبلغت نسبة الأزواج القاطنين مع بعضهم البعض 50.7% من أصل المجموع الكلي للأسر، ونسبة 9.5% من الأسر كان لديها معيلات من الإناث دون وجود شريك، بينما كانت نسبة 5.9% من الأسر لديها معيلون من الذكور دون وجود شريكة وكانت نسبة 34.0% من غير العائلات. تألفت نسبة 28.4% من أصل جميع الأسر من أفراد ونسبة 8.5% كانوا يعيش معهم شخص وحيد يبلغ من العمر 65 عاماً فما فوق. وبلغ متوسط حجم الأسرة المعيشية 3.00، أما متوسط حجم العائلات فبلغ 2.48.
بلغ العمر الوسطي للسكان 36.4 عاماً. وكانت نسبة 28.2% من القاطنين تحت سن الثامنة عشر، وكانت نسبة 6% بين الثامنة عشر والأربعة وعشرون عاماً، ونسبة 29.7% كانت واقعةً في الفئة العمرية ما بين الخامسة والعشرون حتى والأربعة وأربعون عاماً، ونسبة 28% كانت ما بين الخامسة والأربعون حتى الرابعة والستون، ونسبة 8% كانت ضمن فئة الخامسة والستون عاماً فما فوق. وتوزع التركيب الجنسي للسكان بنسبة 52.6% ذكور و47.4% إناث.